# Уаттара, Алассан
Аласса́н Драма́н Уаттара́ (фр. Alassane Dramane Ouattara [alaˈsan wataˈʁa]; род. 1 января 1942, Димбокро, Французская Западная Африка) — ивуарийский политический деятель, премьер-министр Кот-д’Ивуара в ноябре 1990 — декабре 1993, председатель партии «Объединение республиканцев», президент Кот-д’Ивуара с 4 декабря 2010 года, де-факто — с 11 апреля 2011 года.

## Биография
Алассан Уаттара родился на территории современного Кот-д’Ивуара. Окончил Университет Дрекселя и Университет Пенсильвании. Работал в Международном валютном фонде (в 1984—1988 годах возглавлял Африканский департамент МВФ) и Центральном банке государств Западной Африки (в 1988—1990 годах возглавлял его).
В 1990 году президент Кот-д’Ивуара Феликс Уфуэ-Буаньи назначил его руководитилем межминистерского ведомства по стабилизации и развитию экономики. 7 ноября 1990 года был назначен премьер-министром. 9 декабря 1993 года, через два дня после смерти Уфуэ-Буаньи, Уаттара покинул пост премьер-министра. В 1994—1999 годах работал в МВФ в должности заместителя директора-распорядителя (Deputy Managing Director). Перед президентскими выборами 1995 года оппозиционная партия «Объединение республиканцев» намеревалась выставить его в качестве единого кандидата, однако Уаттара впоследствии отказался от участия в выборах. 1 августа 1999 года был избран руководителем «Объединения республиканцев».
Уаттара не был допущен к участию в президентских выборах 2000 года из-за того, что его мать была родом из Буркина-Фасо (впоследствии она получила ивуарийское гражданство). По конституции страны на пост президента может претендовать только тот кандидат, у которого оба родителя — ивуарийцы по рождению, а не по натурализации. Таким образом, все люди, рождённые в смешанных браках, исключаются из возможной борьбы за президентский пост. Это обстоятельство усугубило уже намечавшийся раскол общества по этническому признаку. К тому времени от трети до половины населения страны составляли лица зарубежного происхождения, в основном работавшие ранее в сельском хозяйстве, пришедшем по причине ухудшившейся экономической конъюнктуры в упадок.
В первом туре президентских выборов 2010 года Алассан Уаттара получил около 33% голосов и прошёл во второй тур. По предварительным данным, он победил во втором туре выборов, однако эти известия привели к беспорядкам и закрытию границ страны. После президентских выборов в Кот-д’Ивуаре разразился острый политический кризис, который продолжался до 11 апреля 2011 года, когда сторонники Уаттары установили контроль над территорией страны и Абиджаном, президент Лоран Гбагбо был арестован, новым президентом стал Уаттара. 21 мая в Ямусукро он официально вступил в должность президента Кот-д’Ивуара.
17 февраля 2011 года избран председателем Экономического сообщества стран Западной Африки (ЭКОВАС).

### Президентство
Инициировал программу экономического восстановления страны после гражданской войны. Договорился с Парижским клубом о полном списании национального долга. Был принят План национального развития, важной частью которого стало продвижение инвестиционной привлекательности страны, были приняты необходимые законодательные нормы, упрощено лицензирование. План также предполагал масштабные инфраструктурные проекты, восстановление дорог, железных дорог, мостов. Правительством было уделено внимание и повышению внутренней конкурентности экономики; в 2016 году было объявлено о необходимости демонополизировать электро- и водоснабжение, являющиеся проблемными сферами. В настоящее время экономика Кот д’Ивуара является одной из самых динамично развивающихся в мире, демонстрируя рост 9% в год.
Постепенно Уаттаре удалось добиться политического диалога со сторонниками Гбагбо. В 2012 и 2013 годах были проведены выборы в Национальную Ассамблею и местные выборы (партия Гбагбо PFI их бойкотировала). В 2013—2014 годах проведена политическая амнистия: из тюрьмы были освобождены видные политзаключённые — сторонники Гбагбо, состоялся съезд Ивуарийского народного фронта. Хотя сам Гбагбо готовился к суду в Гааге, PFI приняла участие в выборах президента 2015 года.
В 2015 году Уаттара был переизбран (получил в первом туре более 80% избирателей).
В ноябрьских выборах 2020 года приняло участие 53,9% избирателей, из которых 94,27% отдали голос за Алассана Уаттару.

## Комментарии
1. ↑  С 4 декабря 2010 по 11 апреля 2011 года президентство оспаривалось между Уаттарой и Лораном Гбагбо.